# Epacroplon armatipes
Epacroplon armatipes är en skalbaggsart som först beskrevs av Martins 1962.  Epacroplon armatipes ingår i släktet Epacroplon och familjen långhorningar. Inga underarter finns listade i Catalogue of Life.